# Lauren Holly
Lauren Holly (Bristol, Pennsylvania, 1963. október 28. –) amerikai színésznő. 
Ismertebb alakításai közé tartozik Jenny Shepard az NCIS című televíziós sorozatban.

## Élete és pályafutása
1963-ban született a pennsylvaniai Bristolban két egyetemi professzor gyermekeként. 
Az egyetemen angol irodalomból szerzett diplomát és eleinte ő maga is egyetemi oktató szeretett volna lenni. Rövid modellkedés után az 1980-as évek közepén epizódszerepeket vállalt, majd következett az All My Children című sorozatban Julie Chandler szerepe, amiért Daytime Emmy-díjra jelölték. Karrierje a Kisvárosi rejtélyek című CBS-sorozattal indult be 1993 környékén. Ugyanebben az évben játszotta a címszereplő feleségét, Linda Lee Cadwellt A Sárkány – Bruce Lee élete című életrajzi filmben. 1994-ben a Dumb és Dumber – Dilibogyók női főszereplője lett.
Szerepelt olyan filmekben, mint a Gyönyörű lányok (1996) vagy az anyagi bukásnak bizonyuló Légörvény (1997). 2001-ben a Mi kell a nőnek? című romantikus komédiában játszott olyan sztárok mellett, mint Mel Gibson, Helen Hunt és Marisa Tomei.

## Magánélete
1993-ban az Ace Ventura: Állati nyomozó meghallgatásain találkozott Jim Carrey-vel (Holly a filmben végül nem jutott szerephez).  A Dumb és Dumber – Dilibogyók (1994) forgatásán alakult ki párkapcsolatuk, 1996-ban összeházasodtak, de 1997-ben rövid házasságuk válással végződött. 

## Filmográfia

### Film
| Év   | Magyar cím                  | Eredeti cím                      | Szerep                                | Magyar hang         |
| ---- | --------------------------- | -------------------------------- | ------------------------------------- | ------------------- |
| 1985 | Hét perc a Mennyországban   | Seven Minutes in Heaven          | Lisa                                  |                     |
| 1986 | Kezesbanda                  | Band of the Hand                 | Nikki                                 |                     |
| 1990 | Ford Fairlane kalandjai     | The Adventures of Ford Fairlane  | Jazz                                  | Tóth Enikő          |
| 1992 | Gyújtóhatás                 | Live Wire                        | Suzie Bryant                          |                     |
| 1993 | A Sárkány – Bruce Lee élete | Dragon: The Bruce Lee Story      | Linda Lee                             | Vándor Éva          |
| 1994 | Dumb és Dumber – Dilibogyók | Dumb and Dumber                  | Mary Swanson                          | Orosz Helga         |
| 1995 | Sabrina                     | Sabrina                          | Elizabeth Tyson                       | Kisfalvi Krisztina  |
| 1996 | Gyönyörű lányok             | Beautiful Girls                  | Darian Smalls                         | Zakariás Éva        |
| 1996 | Gyönyörű lányok             | Beautiful Girls                  | Darian Smalls                         | Orosz Helga         |
| 1996 | Tűz a víz alá!              | Down Periscope                   | Emily Lake hadnagy                    | Farkasinszky Edit   |
| 1997 | Légörvény                   | Turbulence                       | Teri Halloran                         | Farkasinszky Edit   |
| 1997 | A szemünk fénye akció       | A Smile Like Yours               | Jennifer Robertson                    | Spilák Klára        |
| 1998 | Ne nézz vissza!             | No Looking Back                  | Claudia                               | Majsai-Nyilas Tünde |
| 1999 | Entrópia                    | Entropy                          | Claire                                |                     |
| 1999 | Minden héten háború         | Any Given Sunday                 | Cindy Rooney                          | Spilák Klára        |
| 2000 | Az utolsó producer          | The Last Producer                | Frances Chadway                       |                     |
| 2000 | Mi kell a nőnek?            | What Women Want                  | Gigi                                  | Menszátor Magdolna  |
| 2002 | A nyomkövető                | Pavement                         | Buckley Clark nyomozó                 | Götz Anna           |
| 2002 | Chihiro Szellemországban    | Spirited Away                    | Yūko Ogino (angol hangja)             |                     |
| 2004 | Az ellenség karmaiban       | In Enemy Hands                   | Mrs. Rachel Travers                   | Orosz Anna          |
| 2005 | Elrabolva                   | The Chumscrubber                 | butik tulajdonos                      |                     |
| 2005 | Apa csata                   | Down and Derby                   | Kim Davis                             | Urbán Andrea        |
| 2005 |                             | The Godfather of Green Bay       | Molly Mahoney                         |                     |
| 2006 |                             | Fatwa                            | Maggie Davidson                       |                     |
| 2006 |                             | The Pleasure Drivers             | Daphne Widesecker                     |                     |
| 2006 |                             | Raising Flagg                    | Rachel Purdy                          |                     |
| 2009 |                             | The Least Among You              | Kate Allison                          |                     |
| 2009 | Crank 2. – Magasfeszültség  | Crank: High Voltage              | pszichiáter (stáblistán nem szerepel) |                     |
| 2009 |                             | The Perfect Age of Rock 'n' Roll | Liza Genson                           |                     |
| 2010 |                             | You're So Cupid!                 | Audrey Valentine                      |                     |
| 2010 |                             | The Final Storm                  | Gillian Grady                         |                     |
| 2010 |                             | Chasing 3000                     | Marilyn                               |                     |
| 2013 |                             | Abducted                         | Suzanne Hollingsworth                 |                     |
| 2013 | Parancs nélkül              | Field of Lost Shoes              | Mrs. Clinedinst                       |                     |
| 2014 |                             | The Town That Came A-Courtin     | Abby Houston                          |                     |
| 2015 |                             | Marshall the Miracle Dog         | Susan                                 |                     |
| 2015 |                             | Hoovey                           | Ruth                                  |                     |
| 2015 |                             | After the Ball                   | Elise Adams Kassell                   |                     |
| 2017 |                             | The Blackcoat's Daughter         | Linda                                 |                     |
| 2017 | Halálkunyhó                 | Dead Shack                       | szomszéd                              |                     |
| 2018 |                             | My Perfect Romance               | Adele                                 |                     |
| 2018 | A legmélyebb pont           | Ultra Low                        | önmaga                                |                     |
| 2019 |                             | Tammy's Always Dying             | Ilana Wiseman                         |                     |
| 2019 |                             | The Cuban                        | Baker nővér                           |                     |
| 2024 | Az elbűvölő hóember         | Hot Frosty                       | Jane Miller                           | Tallós Rita         |

### Televízió

#### Tévéfilm
| Év   | Magyar cím                     | Eredeti cím                               | Szerep                      | Magyar hang        |
| ---- | ------------------------------ | ----------------------------------------- | --------------------------- | ------------------ |
| 1990 | Melyik nőt válasszam?          | Archie: To Riverdale and Back Again       | Betty Cooper                | Kisfalvi Krisztina |
| 1992 |                                | Fugitive Among Us                         | Suzie Bryant                |                    |
| 1994 | Veszélyes szív                 | Dangerous Heart                           | Carol                       |                    |
| 1998 | Pénzforgatók                   | Vig                                       | Marybeth                    |                    |
| 2001 |                                | Destiny                                   | ismeretlen szerep           |                    |
| 2001 | Kennedy feleségek              | Jackie, Ethel, Joan: The Women of Camelot | Ethel Kennedy               |                    |
| 2002 | Lear főnök: Texas királya      | King of Texas                             | Mrs. Rebecca Lear Highsmith | Pap Katalin        |
| 2002 | Kapcsolat a mennyországgal     | Living with the Dead                      | James felesége              |                    |
| 2002 | Télapóka                       | Santa Jr.                                 | Susan Flynn                 | Major Melinda      |
| 2004 | Cuki a sütid (Édes pillanatok) | Just Desserts                             | Grace Carpenter             | Für Anikó          |
| 2004 | Cuki a sütid (Édes pillanatok) | Just Desserts                             | Grace Carpenter             | Kökényessy Ági     |
| 2004 |                                | Caught in the Act                         | Jodie Colter                |                    |
| 2005 |                                | Bounty Hunters                            | Tess                        |                    |
| 2009 | Mielőtt szerettél              | Before You Say I Do                       | Mary Brown                  | Kiss Erika         |
| 2009 | Túl késő elköszönni            | Too Late to Say Goodbye                   | Heather                     |                    |
| 2010 |                                | The Town Christmas Forgot                 | Annie Benson                |                    |
| 2010 | Csoda Manhattanben             | Call Me Mrs. Miracle                      | Lindy Lowe                  |                    |
| 2011 |                                | Scream of the Banshee                     | Isla Whelan professzor      |                    |
| 2012 |                                | Layover                                   | Suzanne Hollingsworth       |                    |
| 2012 |                                | Do No Harm                                | Dr. Thorne                  |                    |
| 2015 | Volt egyszer egy szerelem      | A Country Wedding                         | Margaret                    | Pápai Erika        |
| 2016 |                                | My Summer Prince                          | Deidre Kelly                |                    |
| 2018 |                                | My Perfect Romance                        | Adele                       |                    |
| 2018 |                                | Christmas Catch                           | Bennett százados            |                    |
| 2022 |                                | Country Roads Christmas                   | Skye anyja                  |                    |
| 2024 |                                | Christmas Under the Northern Lights       | Laura                       |                    |

#### Sorozat
| Év        | Magyar cím                | Eredeti cím                         | Szerep                        | Megjegyzések                                                    |
| --------- | ------------------------- | ----------------------------------- | ----------------------------- | --------------------------------------------------------------- |
| 1984      | Zsarublues                | Hill Street Blues                   | Carla Walicki                 | 2 epizód                                                        |
| 1986      |                           | Spenser: For Hire                   | Emily Brown                   | 1 epizód                                                        |
| 1986–1989 |                           | All My Children                     | Julie Chandler                |                                                                 |
| 1990      |                           | My Two Dads                         | Allison Novack                | 2 epizód                                                        |
| 1991      |                           | The Antagonists                     | Kate Ward                     | 1 epizód                                                        |
| 1992–1996 | Kisvárosi rejtélyek       | Picket Fences                       | Maxine Stewart                | főszereplő                                                      |
| 1999      |                           | Fantasy Island                      | Heather Finn                  | 1 epizód                                                        |
| 1999–2000 | Chicago Hope Kórház       | Chicago Hope                        | Dr. Jeremy Hanlon             | főszereplő (6. évad)                                            |
| 2001      |                           | Becker                              | Laura                         | 1 epizód                                                        |
| 2002      |                           | Providence                          | Darla Rosario                 | 1 epizód                                                        |
| 2003      | CSI: Miami helyszínelők   | CSI: Miami                          | Hayley Wilson                 | 1 epizód                                                        |
| 2005–2008 | NCIS                      | NCIS                                | Jenny Shepard NCIS igazgatónő | főszereplő (3–5. évad)                                          |
| 2009      | Lépéselőnyben             | Leverage                            | Ms. Tobey Earnshaw            | 1 epizód                                                        |
| 2010      | Kettős ügynök             | Covert Affairs                      | Madeline Jarvis               | 1 epizód                                                        |
| 2010      | Elit egység               | Flashpoint                          | Jill Hastings                 | 1 epizód                                                        |
| 2010–2012 | Chuck, a dömber kalandjai | The Adventures of Chuck and Friends | Haulie                        | visszatérő szereplő (14 epizód)                                 |
| 2011      | Kékpróba                  | Rookie Blue                         | Elaine Peck főfelügyelő       | 1 epizód                                                        |
| 2012      | Elveszett lány            | Lost Girl                           | Sadie                         | 1 epizód                                                        |
| 2012      | Alfák                     | Alphas                              | Charlotte Burton szenátor     | 3 epizód                                                        |
| 2013–2016 | Az indíték                | Motive                              | Dr. Betty Rogers              | - főszereplő - magyar hangja: - Bertalan Ágnes - Kubik Anna     |
| 2017      | Lucifer az Újvilágban     | Lucifer                             | Roxie Pagliani                | 1 epizód                                                        |
| 2018      | Parányi varázslat         | Good Witch                          | Melanie Anderson              | 1 epizód                                                        |
| 2019      | A kijelölt túlélő         | Designated Survivor                 | Lynn Harper                   | - visszatérő szereplő (3. évad) - magyar hangja: - Timkó Eszter |
| 2020      | A rivaldafény ára         | Tiny Pretty Things                  | Monique Dubois                | főszereplő                                                      |
| 2021      |                           | Family Law                          | Joanne Kowalski               | visszatérő szereplő                                             |
| 2022      | A tó                      | The Lake                            | Mimsy                         | 8 epizód                                                        |
| 2023      |                           | The Irrational                      | polgármester                  | 1 epizód                                                        |